# Когда чабан потерял овец
«Когда чабан потерял овец» (рум. Când şi-a pierdut ciobanul oile) — архаическая музыкально-поэтическая народная поэма с корнями в пастушеской и обрядовой культуре. Она распространена в устной традиции на всём протяжении румынского культурного ареала.
Произведение повествует о чабане, потерявшем отару и отправившемся на её поиски. Музыкальная структура построена на контрастном сопоставлении двух музыкальных эпизодов: медленной лирической части (дойны), выражающей горечь утраты, и оживлённой танцевальной темы, символизирующей радость от надежды на обретение стада или от его действительного возвращения в некоторых версиях.
Поэма обычно исполняется соло — преимущественно мужчинами-пастухами — в вокально-инструментальной форме. Основной инструмент исполнения — флуер, считающийся символом пастушеской культуры. В некоторых вариантах используются элементы гетерофонии, когда звуки флуера сочетаются с гортанными обертонами, издаваемыми одновременно.
Наряду с балладой «Миорица», поэма является важным элементом румынского фольклора, отражающим духовную и музыкально-поэтическую структуру так называемого миоритического пространства — символического ландшафта румынского менталитета.
В результате разрушения традиционного пастушеского уклада поэма «Когда чабан потерял овец» в наши дни исчезает из живой фольклорной традиции.

## Поэма в контексте пастушеского музыкального фольклора
Румынский пастушеский фольклор включает широкий спектр утилитарных мелодий, сопровождающих повседневную жизнь пастухов. Важное место занимают сигнальные напевы, исполняемые на флуере или бучуме. Они обозначают действия и состояния стада — например: «Când mulge oile» (Когда доят овец), «A caşului» (При приготовлении каша)… Существуют так называемые «дорожные» мелодии, сопровождающие перемещение отар между летними и зимними пастбищами: «Pornirea» (Отправление), «Când urcă oile la munte» (Когда овцы поднимаются в горы)… и сигналы сбора рассеявшегося стада: «Adunatul oilor la stână» («Сбор овец в стан»), «Când adună oile de pe munte» (Когда собирают овец с горы).
Наряду с утилитарными жанрами, в пастушеском репертуаре встречаются и более развитые формы — колинды, баллады и танцевальные мелодии, объединённые общей темой пастушеской жизни.
Поэма «Когда чабан потерял овец» занимает особое место на пересечении этих жанров: она сочетает в себе повествовательность, музыкальность, ритуальные элементы и драматическое развитие, переходя от функциональной к художественной форме.

## История
Упоминания об этой архаической музыкально-поэтической композиции, связанной с румынской пастушеской традицией, встречаются с XVI века. Венгерский поэт Балинт Балашши в одном из стихотворений описывает песню «румынской пастушки, оплакивающей своих потерянных овец».
Произведение также упоминалось в XVI веке в описании свиты Михни III и по случаю триумфального вступления Михая Храброго в Алба-Юлию (1599 год). Молдавский летописец Ион Некулче сообщает, что в середине XVII века господарь Молдавского княжества Георге Штефан употребил метафору: «Наиграю на флуере [песню] о козах, потерянных в горах» — аллюзия на известный пастушеский мотив.
Румынский историк Георге Шинкаи приводит схожий эпизод в «Хронике румын», упоминая, что в 1659 году «исполнялась музыка румынской девушки, потерявшей своих коз и в слезах искавшей их по горам».
В 1846 году молдавский писатель Алеку Руссо, находясь в ссылке в монастыре Совежа, записал один из ранних вариантов поэтического сюжета, тематически связанного с потерей стада. Там же он впервые зафиксировал текст знаменитой баллады «Миорица».

## Полевые записи и этнографические исследования
В начале XX века интерес к музыкальной стороне поэмы проявил венгерский композитор и этнограф Бела Барток: 
Мне была исполнена на скрипке и флуере дойна под названием «Когда чабан потерял овец». Это мелодия, исполняемая медленно и в свободном ритме (rubato), которая иногда удлиняется за счёт присоединения другой танцевальной мелодии — «Когда он их нашёл», исполняемой в более оживлённом темпе и с чётким метром. Песни такого рода распространены во всех регионах, где мне довелось побывать, и, вероятно, представляют собой румынскую специфику.
Барток записал и транскрибировал несколько вариантов произведения.

В 1930-х годах Константин Брэилою зафиксировал несколько инструментальных исполнений:
- «Când şi-a pierdut ciobanul oile», на чимпое и флуере, исполнитель — Ион Папу́к (рум. Ion Papuc, 1932; жудец Бузэу, Мунтения)[15];
- «Când şi-a pierdut ciobanul oile», на флуере, исполнитель — Илие Казаку[рум.] (1936; жудец Сучава, Буковина)[16].

Еще одна запись Илие Казаку сделана в 1965 году; в 1974 году мелодию записал его преемник Сильвестру Лунго́ч (рум. Silvestru Lungoci).
Румынский и немецкий этнограф Готфрид Хабенихт в приложении к статье 1968 года опубликовал свои транскрипции полевых записей различных типов произведения:
- колинда «Horia caprelor» (1947; Марамуреш; исполнитель Паул М. Ро́ман (рум. Paul M. Roman));
- инструментальная пьеса «A ciobanului când şi-a pierdut oile» (1960; жудец Сибиу, Трансильвания; исполнитель Никулае Брату (рум. Niculae Bratu));
- лэутарская баллада «Ciobanu când a chierdut oile» (1961; жудец Долж, Олтения; исполнитель известный лэутар Ла́ке Гэза́ру (рум. Lache Găzaru), скрипка).

В северной Буковине молдавский этнограф Василе Ки́селицэ записал версию под названием «Doina Oilor» в исполнении на скрипке Георге Токи́цэ (рум. Gheorghe Tochiță, Красноильск).
В 1990 году двойном виниловом диске студии грамзаписи «Мелодия» была опубликована пьеса «Когда чабан потерял овец» в исполнении Прокопие Богоса (Буцень, Молдова), сыгранная на кусочке бересты. Запись была осуществлена молдавскими исследователями в 1986 году.
Запись лэутарской баллады в исполнении тарафа из Добротешть (Телеорман, Мунтения) была сделана этномузыковедом Сперанцей Рэдулеску в 1994 году в рамках проекта Ethnophonie.
К числу современных аутентичных исполнений относится телевизионные выступления трансильванского пастуха Михая Молдована в 2016—2017 годах.
В 2015 году румынский ансамбль Trei parale, специализирующийся на реконструкции традиционной музыки, выпустил одноимённый альбом Ciobanul care şi-a pierdut oile, включив в него художественную версию поэмы.

## Сюжет и интерпретации
В центре повествования — образ пастуха, потерявшего свою отару. В зависимости от версии, овцы исчезают внезапно или пропадают вследствие кражи. Пастуху кажется, что он увидел отару. Однако надежда оказывается ложной: пастуха вводят в заблуждение белые камни или колышущийся ковыль.
В музыкальном повествовании раскрываются чувства скорби, одиночества, самоуглубления и безысходности. Герой вступает в диалог с природой, Богом, животными или самим собой. Композиция может содержать элементы сюжета: пастух отправляется на поиски, ведёт внутреннюю борьбу, пытается постичь причину случившегося. Однако финал часто остаётся открытым: возвращение отары не происходит — трагизм сохраняется.
Исходя из анализа этих вариантов, исследователи подчёркивают возможные культурные и психологические значения поэмы: отражение экзистенциальной утраты, пастушеской морали (забота, ответственность), элементов обряда и эмоционального самовыражения.

### Культурный контекст: магическая защита стада
Хабенихт связывает происхождение сюжета с магико-религиозным пластом пастушеской культуры и указывает на возможную связь поэмы с ритуалами изгнания, очищения и сезонных переходов. В частности, он отмечает, что потеря стада могла восприниматься как наказание за нарушение табу.
Пастушество, как одна из древнейших форм хозяйственной деятельности, предполагало необходимость охраны и магической защиты скота. В традиционной румынской культуре существовало понятие «ритуальной чистоты» как условия успешного выпаса. Овца рассматривалась как священное и «чистое» животное, а пастух должен был соответствовать определённому телесному и моральному идеалу. Нарушениями чистоты считались, в частности, участие в деревенских танцах и взаимодействие с женщинами. Подобные отклонения могли, согласно поверьям, привести к потере стада.
Для защиты животных применялись специальные ритуалы: окуривание, заклинания, символические действия (например, сигналы бучума), направленные к четырём сторонам света, использование живого огня. Эти практики отражали представление о необходимости сверхъестественной защиты от зла.
Особое место в пастушеской культуре занимал мотив женщины как потенциального источника нарушения сакрального порядка. Её присутствие на пастбище воспринималось как фактор, способный «разрушить ману» (духовную силу) стада, вызвать бесплодие овец или другие бедствия. Согласно фольклорным источникам, женщинам запрещалось входить в овчарню, а пастухи обязаны были соблюдать обет целомудрия. В ряде баллад, включая «Миорицу» и её региональные варианты, мотив нарушения табу женским персонажем (например, образ «дочери майора» сопровождается трагическим исходом. Он служит аллегорическим выражением табуированного вмешательства в сакральное пространство пастушеской жизни.
Сюжет о потере овец интерпретируется как нравоучительное повествование, иллюстрирующее последствия нарушения пастушеских норм. В некоторых вариантах прямо указывается, что пастух теряет отару после того, как провёл ночь вдали от овчарни или посетил возлюбленную. В других текстах овца отказывается повиноваться, почувствовав присутствие женщины. Нередко фигурирует сцена пробуждения пастуха: он обнаруживает, что отара исчезла вместе с девушкой. Эти мотивы подчеркивают прямую связь между нарушением нормы и утратой благополучия.
С течением времени сюжет утрачивает архаическую символику и приобретает более светский характер. Поздние версии объясняют исчезновение стада внешними причинами: бурей, нападением хищников, случайной небрежностью. Нравоучительный акцент ослабевает, усиливаются элементы реализма, бытового сюжета и повествовательной нейтральности. Появляется комический тон, и мотив теряет связь с ритуалом. При этом сохраняется символическая значимость овец как центра пастушеской вселенной.

### Похожие музыкальные рассказы
Пастушеская поэтика породила и другие музыкальные рассказы. Один из самых известных — «Povestea lui Tânjală» (История Тынжа́лэ). Пастух, спускаясь с гор с отарой, потерял свой флуер. Встретив пахарей, он берёт их тынжалэ (брусья ярма, часть упряжи) и вырезает из него флуер. Пахари схватывают его и ведут в суд. Судья, выслушав обвинение, просит пастуха сыграть на инструменте. Впечатлённый мастерством, судья отпускает его. С тех пор пастух получил прозвище Тынжалэ. 
В некоторых вариантах история продолжается: напуганный пастух не смеет спуститься в долину и проводит зиму на вершине горы, играя дойны и тоскуя по овцам.

## Распространение
Композиция распространена на всей территории румынского культурного ареала: в Молдове, Мунтении, Олтении, Марамуреше, Трансильвании, Банате, Буковине, а также в исторических румынских общинах в Закарпатье и Транснистрии). Название композиции в устной традиции может варьироваться в зависимости от местности и исполнителя: «Doina ciobanului» (Дойна чабана), «Doina păcurarului» (Дойна пастуха), «Jalea cârlanului» (Плач ягнёнка), «A oilor» ([Дойна] овец), «Ciobăneasca» (Пастушеская), «Doina mocanului» (Дойна мокана)…
Похожие по форме и смыслу музыкально-поэтические произведения встречаются и в пастушеской традиции северокарпатских народов — под названиями «венг. Oláh leány tánca» (Танец валашской девушки), «укр. Як вівчар вівці загубив» (Как пастух овец потерял), укр. Дума про вівчаря (Дума про чабана), «пол. Wołoszyn owce rozproszył» (Валах растерял овец) и другими. 
Эти параллели отражают общую структуру карпатской пастушеской культуры, сформировавшуюся в ходе межэтнических контактов, в том числе в связи с миграцией румынского (валашского) населения в XIII—XIV веках. В средневековых хрониках отмечается распространение пастушеских поселений, организованных по «валашскому праву» (лат. jus valachicum), среди славянских народов Центральной Европы — в Галиции, Словакии, польском Подгале, Моравской Валахии. Этноним валах в этих регионах приобрёл дополнительное значение, обозначая профессию пастуха.

## Музыкальные формы
Музыкальные формы охватывают широкий спектр исполнений: от лаконичных вокальных колинд до развернутых инструментальных композиций и театрализованных форм. Варианты различаются по региону, цели исполнения и степени сюжетной детализации.

### Вокальные варианты
К вокальным интерпретациям относятся короткие песенные тексты, преимущественно колинды и хоры, распространённые в северной Трансильвании. Как правило, они строятся на шестисложной или восьмисложной метрической структуре и исполняются в танцевальном ритме. Мелодическая основа — гексахорд средневекового дорийского типа. Эти композиции отличаются лаконизмом, эмоциональной сдержанностью и архетипической схемой: безвозвратная утрата (обычно коз), поиск, сожаление. Характерной чертой является схематическая подача содержания, отсутствие сюжетного развития и умеренное использование орнаментики. Этот вариант считается наиболее древней формой произведения.

### Инструментальные формы
Инструментальный вариант поэмы представляет собой более развитую форму, получившую широкое распространение во всех регионах румынского культурного ареала, особенно в зонах традиционного пастушества. Повествование строится на музыкальном выражении противоположных эмоциональных состояний: печали по поводу утраты стада и радости от предполагаемого его обретения. Эти состояния представлены в виде чередующихся разделов:
- печаль (рум. jale, J) передаётся в форме дойны или мелодии в ритме рубато;
- радость (рум. bucurie, B) — посредством танцевальной мелодии в ритме giusto.

Так формируется типичная трёхчастная структура: J—B—J, где финальное возвращение к дойне подчеркивает иллюзорность радости (объект оказывается не отарой, а камнями).
Позднейшие образцы утрачивают дидактический характер: само чередование эмоциональных тем воспринимается как самодостаточное музыкальное повествование. Поэма получает эстетическое, а не назидательное значение.
Среди современных форм встречается четырёхчастная композиция со «счастливым концом»: J—B—J—B, где финальный танец символизирует реальное обретение стада.
Повествование осуществляется исключительно с помощью инструментов. Чаще всего используются флуер или кавaл — традиционные пастушеские флейты, различающиеся по размеру и тембру. Музыканты могут менять инструменты в ходе одного исполнения, варьируя тембровую окраску и настроение — например, начинать повествование на кавале, а завершать на более ярко звучащем флуере или даже на листе дерева. В некоторых случаях исполнители одновременно издают гортанные звуки во время игры на флейте, создавая гетерофонную фактуру с двумя близкими, но различными мелодическими линиями.
Музыка отличается богатой орнаментикой и широким спектром выразительных приёмов, передающих эмоциональные оттенки повествования. Используются динамические контрасты, такие как крещендо и диминуэндо, отражающие внутренние состояния пастуха. Акценты, часто смещённые в контртакт по отношению к метрическому пульсу, формируют своеобразный выразительный язык, способный передавать тяжесть шагов пастуха или настойчивость его восклицаний. Среди других приёмов — морденты, тремоло, легато, стаккато и драматические паузы, усиливающие поэтичность звучания.
Ритм часто рубато, свободный и нерегулярный, особенно в разделах, выражающих печаль. Такая манера исполнения, близкая к дойнам, позволяет строить музыкальные фразы по образцу речевой интонации. В противоположность этому эпизоды, изображающие конкретные действия, обычно имеют постоянный, чёткий ритм.
В мелодическом отношении поэма использует различные ладовые системы. Наиболее часто применяется дорийский лад благодаря своему меланхоличному звучанию; при этом исполнители могут изменять отдельные ступени лада в зависимости от эмоционального контекста. Эолийский лад и пентатонные обороты характерны для заключительных танцевальных эпизодов, придавая им более светлое звучание.
Импровизация играет важную роль: хотя произведение основывается на узнаваемых интонационных моделях, каждая интерпретация отражает индивидуальное видение исполнителя.

### Расширенные авторские варианты
Иногда исполнители дополняют структуру поэмы оригинальными эпизодами. Таковы, например, интерпретации священника и исполнителя на кавале Николае Тафтэ (рум. Nicolae Taftă) из Негрилешть (регион Вранча, Молдова), включающие до 15 эпизодов, объединяющих музыкальный материал с реалистическим повествованием, символикой природы и словесным сопровождением. Подобные произведения выходят за рамки чисто музыкальной формы и приобретают черты устного эпоса.

### Баллада в лэутарском стиле
Профессиональные музыканты (лэутары) развивают тему в форме иронической баллады. В этих версиях мотив утраты овец подаётся в сатирическом ключе: пастух изображается ленивым или влюблённым, забывшим о стаде. Встречается мотив «чудесного» восстановления стада (удвоение овец) и диалог с волком. Композиционно баллада близка к рондо: куплеты чередуются с рефренами. Персонажи карикатурны, функция исполнения — развлекательная, с отсылкой к застольному фольклору. Происходит пародийная переработка архаических моделей.

### Театральные и драматические формы
В некоторых регионах сюжет поэмы получил развитие в форме народных театрализованных представлений. Эти постановки включают персонажей, диалоги и драматическую игру, сохраняя при этом музыкальную основу произведения. Примеры подобных представлений были зафиксированы в Добрудже (спектакль «Mocanii») и в жудеце Вылча (Олтения).

## Музыкальные влияния

### Лэутарские инструментальные пьесы
Крестьянская и пастушеская традиционная музыка является основным источником лэутарской музыки. Поэма «Когда чабан потерял овец» не только вошла в лэутарский репертуар как вокальная баллада, но и оказала влияние на формирование инструментального репертуара. Сюжет поэмы нашёл отражение в дихотомической форме распространённого типа лэутарских пьес, построенного на чередовании двух музыкальных эпизодов: дойны, выражающей скорбь утраты, и танцевальной мелодии, символизирующей радость. Эта композиционная модель породила целую серию инструментальных пьес, ориентированных на эстетическое наслаждение слушателя: «Doina ciobanului» (Дойна чабана), «Doina și hora», «Doina și bătuta», «Doina și brâul», «Doina și sârba» и другие. 

### Связь с балладой о Пинте Храбром
Румынский исследователь Константин Прикич в статье «Мелодический генезис баллады о Пинте Храбром» демонстрирует, что музыкальная основа баллады о знаменитом гайдуке из Марамуреша восходит к архаическому пастушескому фольклору, и в первую очередь — к поэме «Когда чабан потерял овец».
Мелодии обоих произведений имеют общие черты: чередование медленных и оживлённых разделов (схема J—B—J), использование сигнальных пастушеских интонаций и приёмов импровизации. В обеих композициях заметны типичные пастушеские интервальные конструкции — кварта и квинта, характерные для исполнения на флуере, кавале и бучуме.

## Баллада «Миорица» и поэма «Когда чабан потерял овец»
Наиболее известным произведением румынского пастушеского фольклора является баллада «Миорица». С поэмой «Когда чабан потерял овец» её объединяет пасторальный контекст, мотив утраты и символика овцы как сакрального существа. В то же время, между ними существуют важные различия как в структуре, так и в типе мировосприятия.
«Миорица» чаще всего исполняется в повествовательной форме, с акцентом на текст и символику, а не на музыкальную драматургию. Пастух предчувствует собственную смерть, предсказанную овечкой. Вместо сопротивления он принимает судьбу как естественный переход, наполняя её поэтическими образами (свадьба, мать-природа, духовное вознесение). Это позволило ряду исследователей заявить о миоритическом фатализме — созерцательном и гармоничном отношении к неизбежному (см., например, обзор Элиаде). По мнению Брэилою, поэма не выражает смирение перед смертью, а восходят к древним магическим обрядам, призванным защитить живых от мертвых.
Поэма «Когда чабан потерял овец» отличается большей эмоциональной амплитудой и открытой структурой. Она строится на музыкальных контрастах: скорбь — иллюзорная надежда — разочарование — возможная радость. В ней пастух не бездействует, герой поэмы пытается найти отару, вступает в диалог с природой, проходит через внутренний кризис. Здесь судьба — не абстрактная неизбежность, а опыт утраты и поиска, вплоть до сомнения в реальности происходящего.

## Современное состояние
В наши дни поэма «Когда чабан потерял овец» почти исчезла из живой традиции. Её утрата связана с масштабными изменениями в деревенской жизни: механизацией сельского хозяйства, коллективизацией, исчезновением общинных пастбищ и разрушением традиционных форм быта. Ситуацию усугубили социальные и экономические перемены, приведшие к распаду крестьянских общин — главных носителей устной традиции. Влияние глобализации также сократило пространство для исполнения и передачи пастушеского фольклора в его исконной форме.